# Asópichos z Orchomenu
Asópichos (starořecky Ασώπιχος–Asópichos) byl olympijský vítěz v běhu dorostenců na jedno stadium v 5. stol. před Kr.
Asópichos, syn Kleódama z Orchomenu, zvítězil v Olympii na 73. hrách v roce 488 před Kr. v běhu dorostenců na jedno stadium. V této disciplíně se na hrách soutěžilo od roku 632 př. n. l. a jejím prvním vítězem byl Polyneikes z Élidy.
Starověký lyrický básník Pindaros oslavoval ve svých Olympijských ódách i běžce Asópicha z Orchomenu. Pindarovy básně obsahují 45 básní na počest vítězů na panhelénských hrách, z toho čtrnáct na vítěze v Olympii. V Olympijských ódách oslavoval vítěze téměř všech soutěžních disciplín (mimo jiné i dva běžce, Asópicha z Orchomenu a Ergotela z Himéry).